# 715

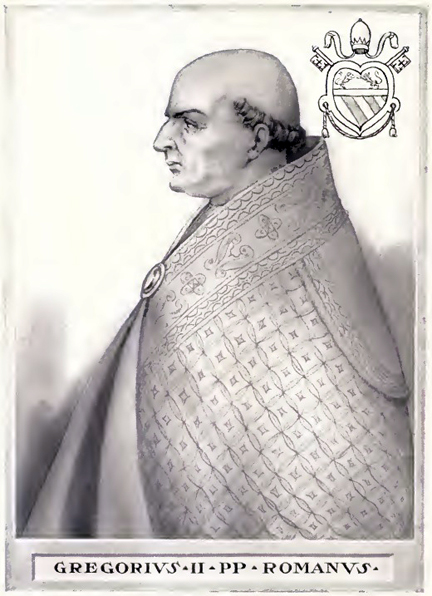
Paus Gregorius II (715 - 731)

Het jaar 715 is het 15e jaar in de 8e eeuw volgens de christelijke jaartelling.

## Gebeurtenissen

### Byzantijnse Rijk
- Keizer Anastasios II verzamelt de Byzantijnse vloot bij Rhodos met het bevel zich te verdedigen tegen de oprukkende Arabieren en tevens hun marinebases te vernietigen. Hij stuurt een Byzantijns leger onder commando van Leo de Isauriër (latere keizer Leo III) om Syrië binnen te vallen. De Arabieren veroveren Armenië en Cilicië.
- De Byzantijnse troepen gelegerd in het Thema Opsikion (huidige Turkije) slaan aan het muiten. Zij roepen Theodosios III, een financieel ambtenaar, uit tot keizer. Hij neemt na een beleg van 6 maanden Constantinopel in, Anastasios II doet afstand van de troon en vertrekt naar een klooster in Thessaloniki (Macedonië).

### Europa
- Frankische Burgeroorlog: Koning Dagobert III benoemt Raganfrid tot hofmeier van Neustrië en Bourgondië, dit in tegenspraak met de wens van Pepijn van Herstal die na zijn overlijden (zie: 714) zijn kleinzoon Theudoald als opvolger over het Frankische Rijk heeft aangeduid. Dit leidt tot een opvolgingsstrijd die tot 718 zal duren.
- 26 september - Slag bij Compiègne: Op instigatie van Pepijns weduwe Plectrudis trekt Theudoald met een leger tegen Dagobert III ten strijde, maar wordt door Raganfrid in het Woud van Compiègne verslagen. De jonge Theudoald vlucht naar zijn grootmoeder in Keulen. De Neustrische adel consolideert haar macht in Picardië.
- Karel Martel, een bastaardzoon van Pepijn van Herstal, die door Plectrudis gevangen is gezet in Keulen, weet te ontsnappen. Hij wordt door de Austrasische adel benoemd tot hofmeier en mengt zich als derde partij in het conflict. Dagobert III overlijdt en wordt opgevolgd door Chilperik II, een zoon van de vermoorde Childerik II.

### Arabische Rijk
- Kalief Al-Walid I overlijdt na een regeerperiode van 10 jaar. Hij wordt opgevolgd door zijn broer Suleiman ibn Abd al-Malik als heerser van het Omajjaden-kalifaat.
- De Arabieren onder bevel van Tariq ibn Zijad vallen het gebied van La Rioja (huidige Spanje) binnen en veroveren de vestingstad León. (waarschijnlijke datum).

### Azië
- Keizerin Genmei treedt af ten gunste van haar dochter Genshō. Zij volgt haar op als de 44e keizerin van Japan.
- Het koninkrijk Water Chenla (Cambodja), gelegen in de Mekong delta, valt verder uiteen in nog meer staten.

## Religie
- 9 april - Paus Constantinus I overlijdt na een pontificaat van 7 jaar. Hij wordt opgevolgd door Gregorius II als de 89e paus van de Katholieke Kerk.
- 4 juni - Ceolfried, Angelsaksische abt van Wearmouth-Jarrow Abbey in Engeland, neemt afscheid van zijn broeders en vertrekt naar Rome.
- De Grote Moskee van Damascus, gebouwd op de plaats van een christelijke basiliek toegewijd aan Johannes de Doper, wordt voltooid.

## Geboren
- Eadberht, koning van Northumbria (waarschijnlijke datum)

## Overleden
- Adalsindis, Frankisch heilige (of 678)
- Al-Walid I (47), Arabisch kalief
- Dagobert III (16), koning van de Franken
- 9 april - Constantius I, paus van de Katholieke Kerk
- 18 juli - Muhammad ibn al-Qasim (19), Arabisch veldheer
- Theudoald, Frankisch hofmeier (of 741)